# Roșiori de Vede
Roşiori de Vede é uma cidade da Roménia, no judeţ (distrito) de Teleorman, Valáquia. Possui 31 873 habitantes.